# Kita Nord
Kita Nord is een gemeente (commune) in de regio Kayes in Mali. De gemeente telt 8600 inwoners (2009).
De gemeente bestaat uit de volgende plaatsen:
- Baliani
- Dialafara
- Manako I
- Manako II
- Minsinkouroula
- Noumoubougou
- Sibikili (hoofdplaats)
- Toumoudala